# فوتبال ۹ نفره
فوتبال ۹ نفره (به انگلیسی: Nine-man football) زیرشاخه ای از دسته ورزش‌های فوتبال آمریکایی است. پیدایش این ورزش به ایالات متحده ی آمریکا باز می گردد. این ورزش ،همچون فوتبال ۸ نفره، بیشتر توسط جوانان و نوجوانان بازی می‌شود. همچنین طول و عرض زمین بازی نسبت به فوتبال آمریکایی کوچک تر است . 